# 바구니

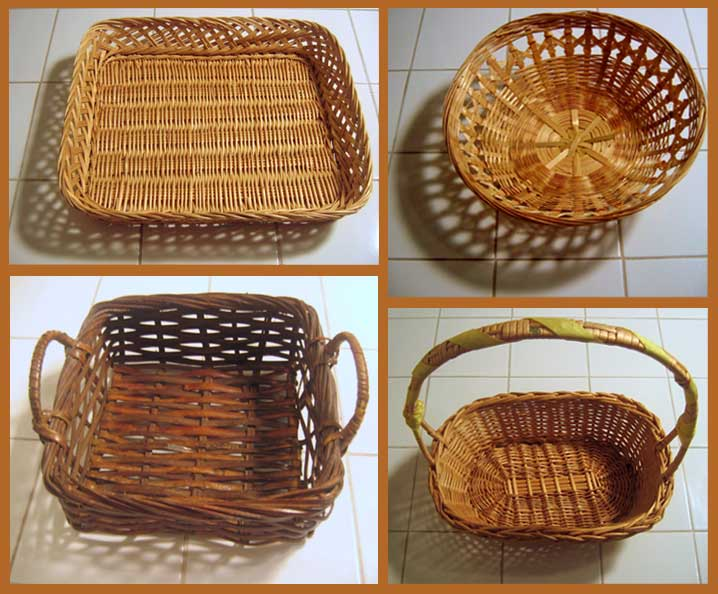
가정용 바구니의 네 가지 종류.

바구니(바스켓, 영어: basket, 문화어: 바스케트)는 전통적으로 뻣뻣한 섬유(보통 버드나무 재질)로 만들어진 그릇을 말한다. 위쪽은 열려 있거나 뚜껑으로 덮여 있다.

## 역사적 용도
목재, 대나무, 밀, 다른 풀들, 골풀, 잔가지, 고리버들, 또는 버드나무 가지들이 보통 바구니를 만드는 재료가 된다. 이 재료들은 오늘날 플라스틱으로 대체되고 있다. 취미 할동 및 공예 용으로 종이 바구니도 만들어지고 있다. 초기의 바구니는 과일, 곡식, 견과, 다른 식용 식물들을 모으기 위해, 또는 어로를 위해 사용되었다. 통발은 특별히 어로를 위한 바구니라고 할 수 있다.

## 현대의 용도
현대에 들어, 바구니는 주로 장식용 목적으로 쓰인다. 부활절 바구니들은 부활절 의식을 할 때 쓰인다. 이 바구니들은 보통 플라스틱으로 만들어지며 누빈 듯한 무늬가 있다. 선물 바구니는 과일, 술, 꽃과 같은 선물들을 운반할 때 쓰이며, 몇몇 바구니는 레드와인을 따르기 위해 쓰이기도 한다. 크리스털 유리로 된 바구니는 장식적·실용적 측면을 모두 위한 것이다.
열기구는 기사와 승객들을 태우기 위한 바구니가 갖추어져 있는데, 이는 보통 곤돌라라 한다. 컨토션 실연에서, 인간을 넣은 바구니에 칼을 꽂고는 한다. 그 인간은 칼날을 피하는 기교를 사용하여 살아남아야 한다. 또한 식기 세척기에도 바구니가 쓰인다.

## 사진첩

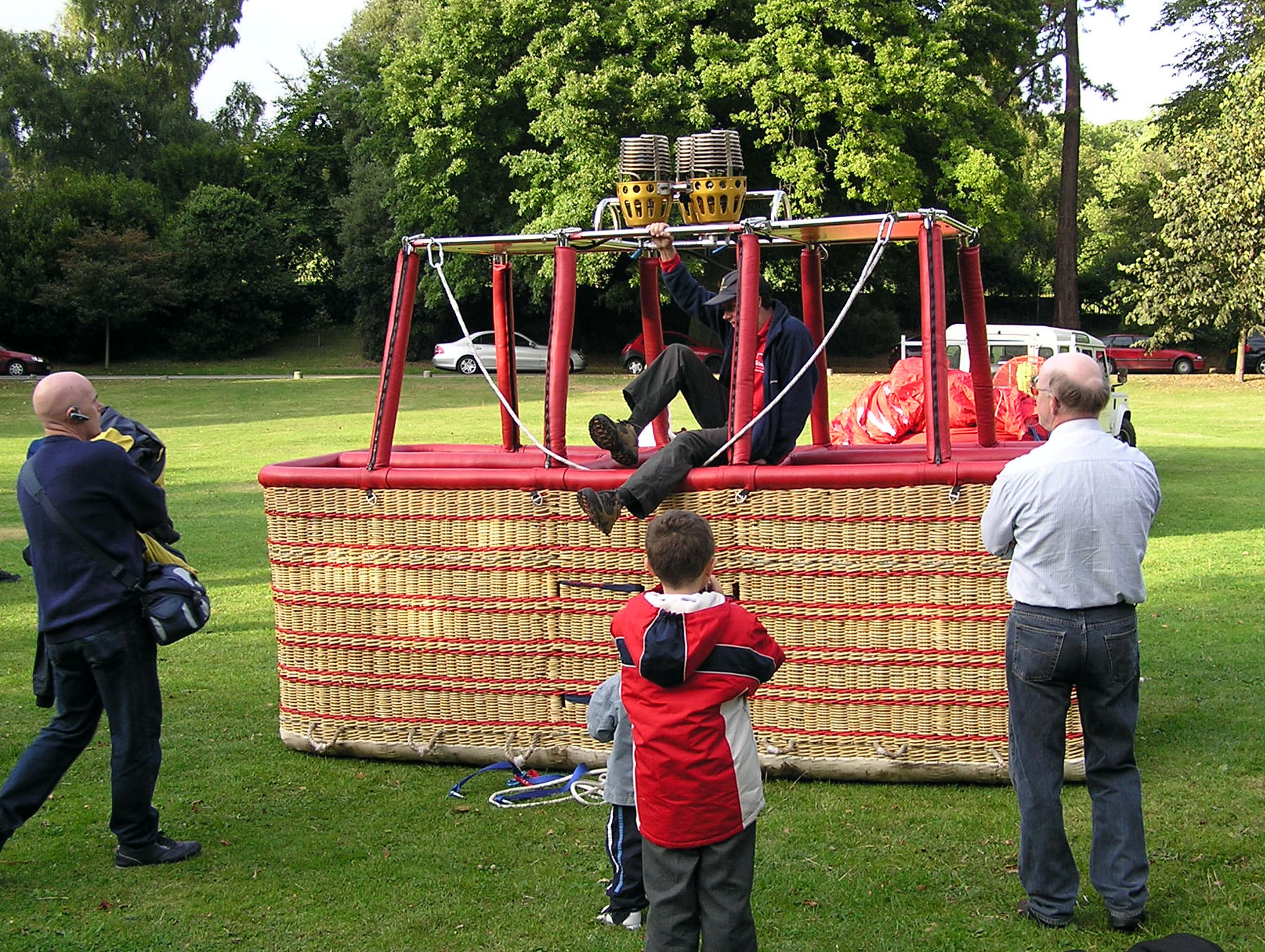
16인승 열기구의 버드나무 가지로 만든 바구니.
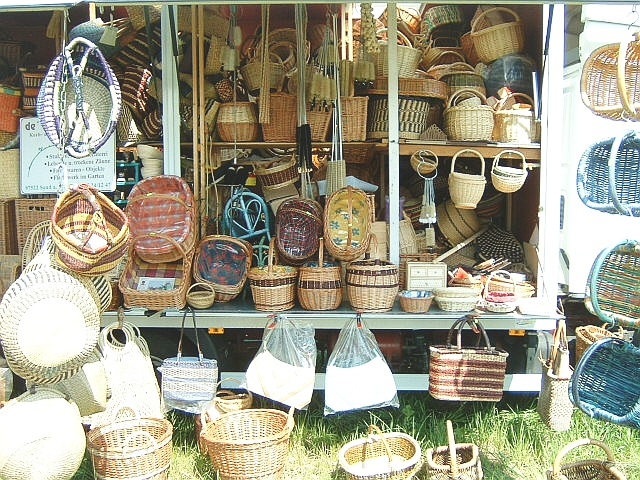
Basket stal독일 바구니 가게.
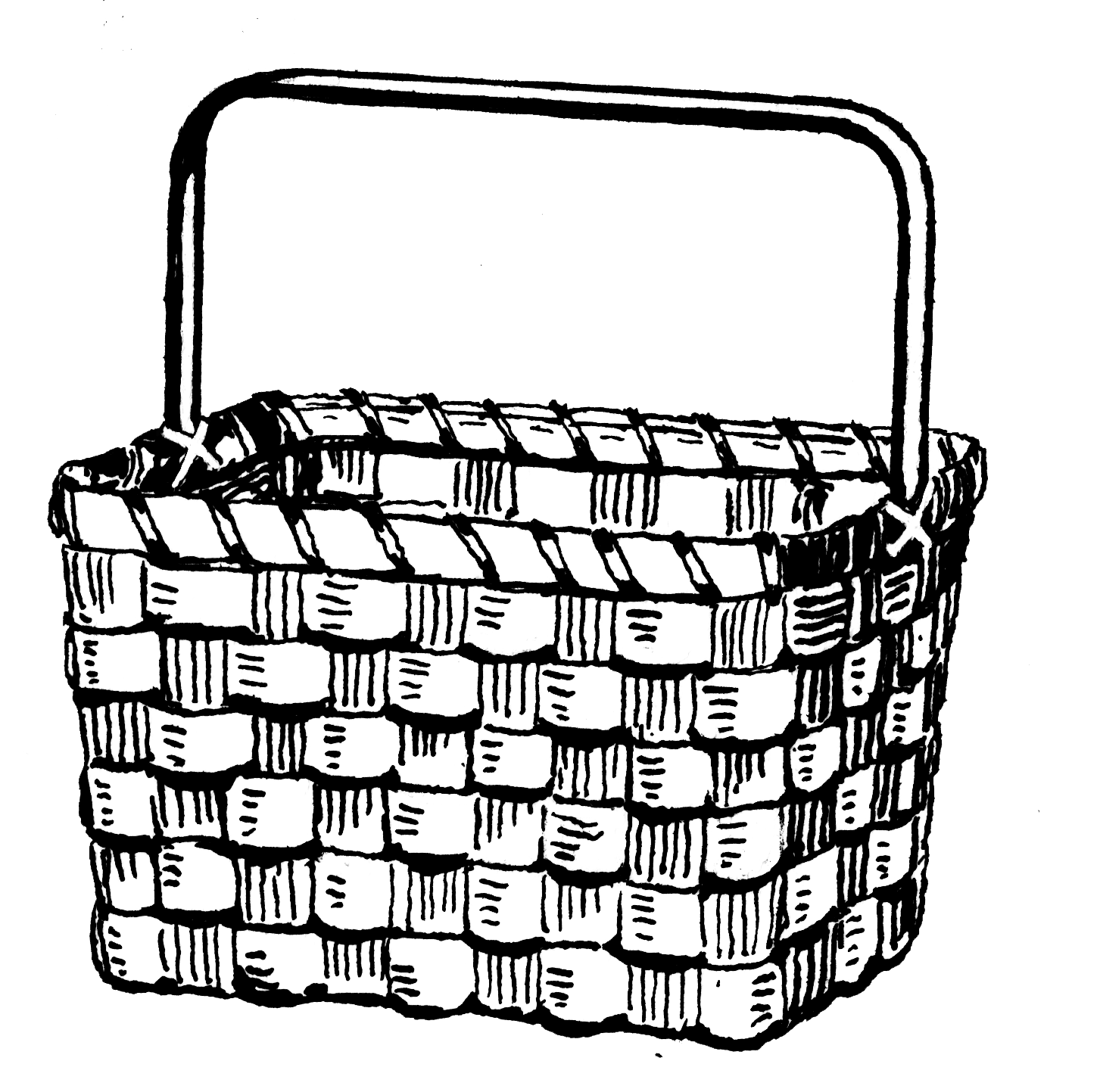
긴 손잡이가 달린 속 깊은 바구니

## 같이 보기
- 바구니 공예
- 처녀 사제
- 직조

## 참고
- Zepeda, Ofelia (1995). 《Ocean Power: Poems from the Desert》 ISBN 0-8165-1541-7.